# Christo van Rensburg
Christo van Rensburg (n, 23 de octubre de 1962) es un jugador sudafricano de tenis. En su carrera conquistó 6 torneos ATP de individuales y 20 torneos ATP de dobles. Su mejor posición en el ranking de individuales fue el Nº19 en febrero de 1988. En 1989 llegó a la cuarta ronda de Wimbledon.